# Campiglossa separabilis
Campiglossa separabilis este o specie de muște din genul Campiglossa, familia Tephritidae. A fost descrisă pentru prima dată de Erich Martin Hering în anul 1941. Conform Catalogue of Life specia Campiglossa separabilis nu are subspecii cunoscute.